# Démétrios de Kiev
Pour les articles homonymes, voir Démétrios et Dimitri.
Saint Démétrios de Kiev, (Matrona Yegorova, 1810-1878), est la fondatrice du Monastère de la Présentation de Kiev.
Elle était d'origine bulgare, née à Silistra, épousait un officier russe Egorov. Durant le Siège de Sébastopol, où son époux décédait elle soignait les blessés. Elle devint abbesse du monastère qu'elle a fondé sous le nom de Démétrios.
Elle est canonisée par l'église orthodoxe.